# Округ Јунион (Јужна Дакота)
Округ Јунион (енгл. Union County) је округ у америчкој савезној држави Јужна Дакота.

## Демографија
По попису из 2010. године број становника је 14.399, што је 1.815 (14,4%) становника више него 2000. године.
| Група             | 2000.          | 2010.          |
| Белци             | 12.081 (96,0%) | 13.608 (94,5%) |
| Афроамериканци    | 42 (0,3%)      | 95 (0,7%)      |
| Азијати           | 168 (1,3%)     | 129 (0,9%)     |
| Хиспаноамериканци | 158 (1,3%)     | 305 (2,1%)     |
| Укупно            | 12.584         | 14.399         |